# 植田華亭
植田 華亭（うえだ かてい、男性、生没年不詳）は、江戸時代中期の日本の篆刻家である。
名は通央、字を伯仲、華亭は号で他に思斎・釆真堂の斎室名を号としている。通称は文蔵・文敬。江戸の人。

## 略伝
書を伊藤華岡に学び、篆刻は高芙蓉門下で芙蓉の印を多く収蔵した。安永5年（1776年）に『釆真堂印譜』を編集したが、これによって高芙蓉の古体派の印風があることが広く知られることになる。他に印譜『静正居印譜』がある。